# Communes de la province d'Asti
- Haut – A
- B
- C
- D
- E
- F
- G
- H
- I
- J
- K
- L
- M
- N
- O
- P
- Q
- R
- S
- T
- U
- V
- W
- X
- Y
- Z

## A
- Agliano Terme (en français Aillan)
- Albugnano (en français Albugnan[1])
- Antignano (en français Antignan[1])
- Aramengo (en français Aramingue)
- Asti (en français Aste)
- Azzano d'Asti

- Haut – A
- B
- C
- D
- E
- F
- G
- H
- I
- J
- K
- L
- M
- N
- O
- P
- Q
- R
- S
- T
- U
- V
- W
- X
- Y
- Z

## B
- Baldichieri d'Asti (en français Budicher d'Aste)
- Belveglio (en français Beauvoir[1])
- Berzano di San Pietro
- Bruno
- Bubbio
- Buttigliera d'Asti (en français Butière d'Aste)

- Haut – A
- B
- C
- D
- E
- F
- G
- H
- I
- J
- K
- L
- M
- N
- O
- P
- Q
- R
- S
- T
- U
- V
- W
- X
- Y
- Z

## C
- Calamandrana (en français Calamandrane[1])
- Calliano (en français Caillan[1])
- Calosso (en français Calos[1])
- Camerano Casasco (en français Cameran-Casasc[1])
- Canelli (en français Canelles)
- Cantarana (en français Cantarane[1])
- Capriglio (en français Chévril[1])
- Casorzo
- Cassinasco (en français Cassinasque)
- Castagnole Monferrato (en français Castagnole-de-Montferrat[1])
- Castagnole delle Lanze
- Castel Boglione
- Castel Rocchero (en français Château-Roquier)
- Castell'Alfero (en français Castellafer[1])
- Castellero (en français Châteler[1])
- Castelletto Molina (en français Châtelet-Mouline)
- Castello di Annone
- Castelnuovo Belbo (en français Châteauneuf-de-Belbe[1]
- Castelnuovo Calcea (en français Châteauneuf-Calcée[1]
- Castelnuovo Don Bosco (en français Châteauneuf Don Bosco)
- Cellarengo (en français Cellaringue[1])
- Celle Enomondo
- Cerreto d'Asti
- Cerro Tanaro
- Cessole (en français Cessoles[1])
- Chiusano d'Asti (en français Clusan[1])
- Cinaglio (en français Cinail[1])
- Cisterna d'Asti (en français Cisterne d'Aste ou Cîterne)
- Coazzolo (en français Coassol)
- Cocconato (en français Coconas ou Cocconat)
- Corsione
- Cortandone (en français Cortandon[1])
- Cortanze (en français Cortances[1])
- Cortazzone (en français Cortanson[1])
- Cortiglione
- Cossombrato (en français Cossombrat[1])
- Costigliole d'Asti (en français Costilloles[1])
- Cunico

- Haut – A
- B
- C
- D
- E
- F
- G
- H
- I
- J
- K
- L
- M
- N
- O
- P
- Q
- R
- S
- T
- U
- V
- W
- X
- Y
- Z

## D
- Dusino San Michele (en français Dusin-Saint-Michel[1])

- Haut – A
- B
- C
- D
- E
- F
- G
- H
- I
- J
- K
- L
- M
- N
- O
- P
- Q
- R
- S
- T
- U
- V
- W
- X
- Y
- Z

## F
- Ferrere (en français Ferrières[1])
- Fontanile (en français Fontanil[1])
- Frinco (en français Frinc[1])

- Haut – A
- B
- C
- D
- E
- F
- G
- H
- I
- J
- K
- L
- M
- N
- O
- P
- Q
- R
- S
- T
- U
- V
- W
- X
- Y
- Z

## G
- Grana (en français Grane)
- Grazzano Badoglio

- Haut – A
- B
- C
- D
- E
- F
- G
- H
- I
- J
- K
- L
- M
- N
- O
- P
- Q
- R
- S
- T
- U
- V
- W
- X
- Y
- Z

## I
- Incisa Scapaccino
- Isola d'Asti (en français Île d'Aste)

- Haut – A
- B
- C
- D
- E
- F
- G
- H
- I
- J
- K
- L
- M
- N
- O
- P
- Q
- R
- S
- T
- U
- V
- W
- X
- Y
- Z

## L
- Loazzolo (en français Loasseul[1])

- Haut – A
- B
- C
- D
- E
- F
- G
- H
- I
- J
- K
- L
- M
- N
- O
- P
- Q
- R
- S
- T
- U
- V
- W
- X
- Y
- Z

## M
- Maranzana (en français Maransane[1])
- Maretto (en français Maret[1])
- Moasca (en français Moasc[1])
- Mombaldone
- Mombaruzzo (en français Mombaron)
- Mombercelli (en français Mont-Berceau[1])
- Monale (en français Monal[1])
- Monastero Bormida
- Moncalvo (en français Montcalve ou Mont-Chauve)
- Moncucco Torinese
- Mongardino (en français Montgardin[1])
- Montabone (en français Montbeau)
- Montafia (en français Montéfie[1])
- Montaldo Scarampi (en français Mont-Haut-Scaramp[1])
- Montechiaro d'Asti (en français Mont-Clair-d'Aste[1])
- Montegrosso d'Asti (en français Montgros d'Aste[1])
- Montemagno
- Montiglio Monferrato
- Moransengo (en français Moransingue[1])

- Haut – A
- B
- C
- D
- E
- F
- G
- H
- I
- J
- K
- L
- M
- N
- O
- P
- Q
- R
- S
- T
- U
- V
- W
- X
- Y
- Z

## N
- Nizza Monferrato (en français Nice de Montferrat)

- Haut – A
- B
- C
- D
- E
- F
- G
- H
- I
- J
- K
- L
- M
- N
- O
- P
- Q
- R
- S
- T
- U
- V
- W
- X
- Y
- Z

## O
- Olmo Gentile

- Haut – A
- B
- C
- D
- E
- F
- G
- H
- I
- J
- K
- L
- M
- N
- O
- P
- Q
- R
- S
- T
- U
- V
- W
- X
- Y
- Z

## P
- Passerano Marmorito
- Penango
- Piea (en français Piée[1])
- Pino d'Asti
- Piovà Massaia
- Portacomaro (en français Porte-Camer[1])

- Haut – A
- B
- C
- D
- E
- F
- G
- H
- I
- J
- K
- L
- M
- N
- O
- P
- Q
- R
- S
- T
- U
- V
- W
- X
- Y
- Z

## Q
- Quaranti

- Haut – A
- B
- C
- D
- E
- F
- G
- H
- I
- J
- K
- L
- M
- N
- O
- P
- Q
- R
- S
- T
- U
- V
- W
- X
- Y
- Z

## R
- Refrancore (en français Reffrancourt[1])
- Revigliasco d'Asti (en français Révillasc d'Aste[1])
- Roatto (en français Roat[1])
- Robella (en français Robelle[1])
- Rocca d'Arazzo (en français Roque d'Arazzo)
- Roccaverano (en français Roquevéran)
- Rocchetta Palafea (en français Rochette-Palafée)
- Rocchetta Tanaro (en français Roquette du Tanaro)

- Haut – A
- B
- C
- D
- E
- F
- G
- H
- I
- J
- K
- L
- M
- N
- O
- P
- Q
- R
- S
- T
- U
- V
- W
- X
- Y
- Z

## S
- San Damiano d'Asti (en français Saint-Damien d'Asti)
- San Giorgio Scarampi (en français Saint-Georges-Scaramp[1])
- San Martino Alfieri
- San Marzano Oliveto
- San Paolo Solbrito (en français Saint-Paul Solbrite)
- Scurzolengo (en français Scursolingue[1])
- Serole
- Sessame
- Settime
- Soglio

- Haut – A
- B
- C
- D
- E
- F
- G
- H
- I
- J
- K
- L
- M
- N
- O
- P
- Q
- R
- S
- T
- U
- V
- W
- X
- Y
- Z

## T
- Tigliole (en français Tilloles[1])
- Tonco
- Tonengo (en français Tonengue[1])

- Haut – A
- B
- C
- D
- E
- F
- G
- H
- I
- J
- K
- L
- M
- N
- O
- P
- Q
- R
- S
- T
- U
- V
- W
- X
- Y
- Z

## V
- Vaglio Serra
- Valfenera
- Vesime (en français Vesimes[1])
- Viale (en français Vial[1])
- Viarigi (en français Viaris[1])
- Vigliano d'Asti (en français Villan d'Aste[1])
- Villa San Secondo (en français Ville-Saint-Second[1])
- Villafranca d'Asti (en français Villefranche d'Aste[1])
- Villanova d'Asti (en français Villeneuve d'Aste)
- Vinchio (en français Vinche[1])

- Haut – A
- B
- C
- D
- E
- F
- G
- H
- I
- J
- K
- L
- M
- N
- O
- P
- Q
- R
- S
- T
- U
- V
- W
- X
- Y
- Z